# Pyramidops kolombina
Pyramidops kolombina is een hooiwagen uit de familie Pyramidopidae.